# El precio de la pasión
El precio de la pasión es el decimoprimer libro de Gabriel Rolón. Fue publicado por Editorial Planeta en 2019.

## Reseña
«El precio de la pasión. Mitos e historias al filo de la vida». Es un libro del psicólogo y escritor argentino Gabriel Rolón. Describe relatos históricos y parte de mitología griega, incluyendo razonamientos de Sigmund Freud, Jorge Luis Borges, Alejandro Dolina y Enrique Santos Discépolo.
Estuvo primero en la lista de libros más vendidos en Argentina, y en la lista de los diez más leídos de todo el año 2019.
El libro fue presentado en Uruguay. En donde según la Cámara Uruguaya del Libro fue libro superventas estando entre los primeros cinco libros más vendidos desde febrero a abril de 2019.
En diciembre de 2020 fue galardonado con el Premio Libro de Oro otorgado por la Cámara Uruguaya del Libro.